# آدام مک آرتور
آدام مک آرتور:
بازیگر و هنرمند رزمی آمریکایی مستقر در لس آنجلس، کالیفرنیا، ایالات متحده است. مشهورترین نقش او صداپیشگی مارکو دیاز در کارتون دیزنی XD Star در مقابل نیروهای شیطانی است. او همچنین در سایر نمایش انیمیشن‌ها و در برخی از آگهی‌های تبلیغاتی ملی، در نقش شخصیت‌های مختلف صداگذاری می‌کند. در هنرهای رزمی، وی در رشته کونگ فو تخصص دارد، در بعضی از مسابقات قهرمان بوده‌است و سوژه برجسته چندین مستند است که در PBS پخش شده‌است.

## زندگی‌نامه
مک آرتور در پینول، کالیفرنیا در منطقه خلیج سان فرانسیسکو بزرگ شد او در سال ۲۰۰۵ با داشتن مدرک بازیگری و تولید تلویزیون، از دانشگاه Pepperdine فارغ‌التحصیل شد و با گروه‌های بداهه در منطقه لس آنجلس همکاری داشته‌است. او به عنوان یک هنرپیشه رزمی، در ووشو کونگ فو، و موارد دیگر مانند جودو تخصص دارد. او از ۱۱ سالگی شروع به کار کرد. در سال ۲۰۰۳، او در مسابقات هنرهای رزمی چین در UC Berkeley قهرمان All Around Grand Grand شد. در سال ۲۰۰۶، او برای مستند کونگ فو انتخاب شد: سفر به شرق جایی که او و کریستی جردن، تمرین کننده هنرهای رزمی، برای یادگیری از کارشناسان هنرهای رزمی و اجرای نمایش در صحنه در معبد شائولین به چین سفر کردند. این نمایش از PBS پخش شد. او در سال ۲۰۱۴ برای مستند دیگری که از PBS پخش شده بود به نام Shaolin Kung Fu Monks بازمی‌گشت و گروهی که در مسکو، نیویورک سیتی و لس آنجلس قرار می‌گیرند را دنبال می‌کند.
اولین نقش اصلی مک آرتور در صداگذاری انیمیشن در Star vs Force of Evil بود که به عنوان یکی از بهترین نمایش‌های انیمیشن در کانال دیزنی XD آغاز شد و برای فصل دوم نیز پیش از پخش منظم آن سفارش داده شد. فصل او صداپیشه مارکو دیاز، دانش آموز و پسری نوجوان که خانواده او میزبان شخصیت اصلی (استار) می‌باشد است که در ماجراهای آنها شریک زندگی او می‌شود. Daron Nefcy گفت که او ویژگی خاصی را برای شخصیت به ارمغان می‌آورد و چارلی براون مارکو را جذاب می‌کند. او در سریال Star Wars: The Clone Wars به عنوان Mon Cala Prince Lee-Char برای یک قوس داستانی در فصل ۴ صداگذاری کرد. مک آرتور در مصاحبه با TheForce.net اظهار داشت که از صدای معمولی خود برای شخصیت خود استفاده می‌کند.
مک آرتور در تمام دوران دبیرستان و دانشگاه درگیر تئاتر بود و در ComedySportz در لس آنجلس به عنوان بخشی از تیم بداهه خود کار کرده‌است. در سال ۲۰۱۵، او در تبلیغ آئودی با نام «زندگی از پیش نوشته شده» که در طول جوایز امی ۲۰۱۵ پخش شد، ستاره شد و همچنین در میان جشنواره‌های فیلم و منتقدین تبلیغاتی نامزد دریافت چندین جایزه شد.

## زندگی شخصی
مک آرتور با کیم ازدواج کرده‌است. آنها یک کسب و کار کوچک دارند که شامل غرفه‌های عکس است که در The Knot تبلیغ می‌شدند.